# Macomades
Trois villes de l’Afrique ancienne ont porté le nom de Macomades : Macomades Minores dans la Byzacène (Tunisie actuelle), Macomades Maiores en Tripolitaine (près de Syrte, Libye), et enfin Macomades (Oum el Bouagui d’aujourd’hui) en Numidie. Les historiens les ont orthographié sous plusieurs formes : Macomades, Makomades, Macodama (Ptolémée), Maccomadas, Macomadibus, Makomada ou encore Macomadia Rusticiana.

## Histoire
S’il existe une certaine confusion entre ses villes, les historiens sont pourtant d’accord pour voir dans la Macomada numide (sur la voie de Cirta à Theveste) la ville épiscopale citée par les conciles de Carthage de 411 et de 484 et son évêque Aurelius de Macomades : « Macomada, ou Macomadia, selon l’itinéraire d’Antonin. La Conférence de Carthage en fait une ville épiscopale de la Numidie : On y lit : Aurelius episcopus Ecclesia Catholica civitatis magomagienfis pour Macomadienfis. La Notice des évêques d’Afrique fait aussi mention d’un évêque de Macomadia, qu’elle nomme Pardalius Macomadienfis. »

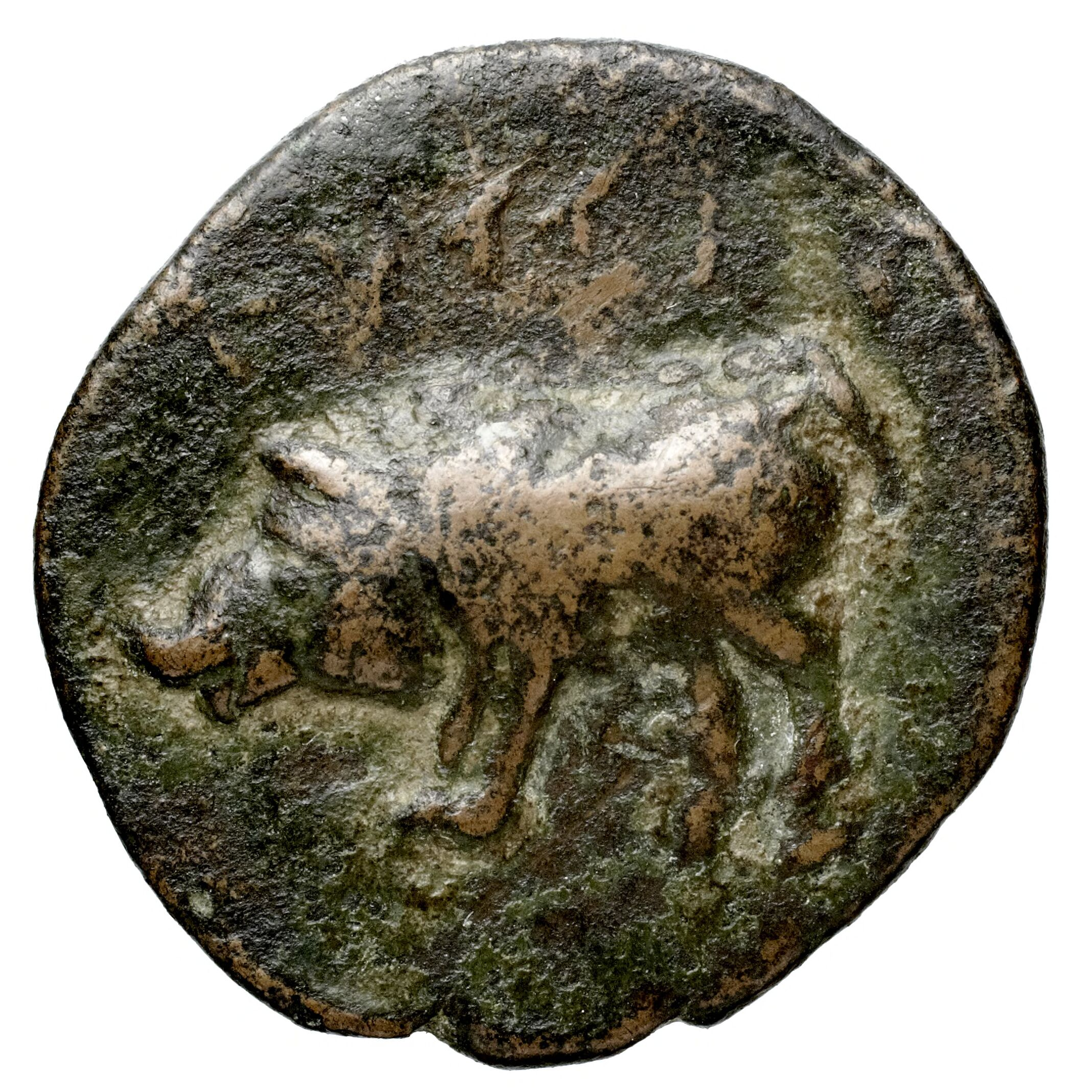
Monnaie punique de Macomada, avec les lettres MQMA

En outre, plusieurs anciennes pièces de monnaie ont été attribués à Macomades de Numidie par les numismates : « La légende du revers de ces monnaies offre distinctement les lettres, MQMA, qui désignent fort bien la ville de Macomada ou Macomades… […] Macomada, selon l’itinéraire d’Antonin, se trouvait sur la route principale conduisant de Cirta à la petite Syrte, entre les villes de Sigus et de Theveste », explique-t-il. 

## Origine du mot
Première hypothèse : D’après Konrad Mannert, le mot est berbère et signifierait « saline » : « Macomada était une domination indigène et signifiait apparemment saline, voilà pourquoi nous trouvons ce mot sur les côtes d’Afrique. » On peut lire également dans les Annales des voyages, de la géographie, de l’histoire et de l’archéologie la description des environs de Benghazi : « Les salines d’Isa, qui, suivant la table de Peutinger, croissaient et décroissaient avec la lune, étaient connues des anciens sous le nom de Makomada, dénomination indigène qui très-probablement avait la même signification que le mot arabe Sebkha. » Du reste, la situation de la ville d’Oum El Bouagui aujourd’hui, entourée de plusieurs chotts (Tinsilt, Djendli, Azamoul) donne encore plus de crédit à cette hypothèse.
Deuxième hypothèse : elle veut que le mot soit d’origine phénico-punique. En effet, Macomades serait composé de deux mots : « maqom » et « hadas » qui signifierait nouveau lieu, nouvel endroit, ou nouvelle ville.